# Clifford Smith (réalisateur)
Pour les articles homonymes, voir Clifford Smith et Smith.
Clifford Smith, alias Cliff Smith ou Clifford S. Smith (né le 22 août 1894 à Richmond, dans l'Indiana et mort le 17 septembre 1937  à Los Angeles, en Californie) est un acteur et réalisateur américain.

## Filmographie

### Comme acteur
- 1912 : The Burning Brand de Francis Ford
- 1912 : The Lieutenant's Last Fight de Thomas H. Ince
- 1912 : The Deserter de Thomas H. Ince
- 1913 : The Lure of the Violin de Charles Miller

### Comme réalisateur
- 1915 : Mr. Silent Haskins
- 1915 : The Darkening Trail
- 1915 : The Disciple
- 1915 : Keno Bates, Liar
- 1915 : The Roughneck
- 1915 : Cash Parrish's Pal
- 1915 : The Conversion of Frosty Blake
- 1915 : The Taking of Luke Mcvane
- 1915 : The Ruse
- 1916 : Pour sauver sa race (The Aryan)
- 1916 : The Apostle of Vengeance
- 1917 : Truthful Tulliver
- 1917 : One Shot Ross
- 1917 : The Medicine Man
- 1917 : The Learnin' of Jim Benton
- 1917 : The Devil Dodger
- 1918 : Le Cavalier silencieux (The Silent Rider)
- 1918 : Cactus Crandall
- 1918 : Wolves of the Border
- 1918 : Untamed
- 1918 : The Fly God
- 1918 : By Proxy
- 1918 : Paying His Debt
- 1918 : The Law's Outlaw
- 1918 : The Pretender
- 1918 : The Boss of the Lazy Y
- 1918 : Keith of the Border
- 1918 : Faith Endurin'
- 1918 : The Red-Haired Cupid
- 1919 : The Man of Might
- 1919 : Smashing Barriers
- 1919 : The Girl of Hell'S Agony
- 1919 : The She Wolf
- 1920 : Three Gold Coins
- 1920 : The Girl Who Dared
- 1920 : The Lone Hand
- 1920 : The Cyclone
- 1921 : Western Hearts
- 1921 : Crossing Trails
- 1921 : The Stranger in Canyon Valley
- 1922 : Daring Danger (en)
- 1922 : My Dad
- 1923 : Scarred Hands
- 1923 : La Dernière Chevauchée (Wild Bill Hickok)
- 1924 : Ridgeway of Montana
- 1924 : Daring Chances
- 1924 : Fighting Fury
- 1924 : Cœur de brigand (Singer Jim Mckee)
- 1924 : The Western Wallop
- 1924 : L'Usurpateur (The Back Trail)
- 1925 : A Roaring Adventure
- 1925 : The White Outlaw
- 1925 : Trois Frères (The Call of Courage)
- 1925 : Don Daredevil
- 1925 : The Sign of the Cactus
- 1925 : Ridin' Thunder
- 1925 : Bustin' Thru
- 1925 : The Red Rider
- 1925 : Flying Hoofs
- 1926 : Le Signal dans la nuit (The Man in the Saddle)
- 1926 : The Valley of Hell
- 1926 : The Set-Up
- 1926 : The Desert's Toll
- 1926 : The Scrappin' Kid
- 1926 : Sky High Corral
- 1926 : The Ridin' Rascal
- 1926 : The Fighting Peacemaker
- 1926 : The Demon
- 1926 : The Terror
- 1926 : L'Intrépide Poltron (The Phantom Bullet)
- 1926 : Rustlers' Ranch
- 1926 : Le Grand Prix de l'Arizona (The Arizona Sweepstakes)
- 1926 : A Six Shootin' Romance
- 1927 : Spurs and Saddles
- 1927 : Loco Luck
- 1927 : Open Range
- 1929 : The Three Outcasts
- 1932 : The Texan
- 1932 : Riders of Golden Gulch
- 1935 : Devil's Canyon
- 1935 : Five Bad Men (en)
- 1936 : Ace Drummond
- 1936 : The Adventures of Frank Merriwell
- 1937 : Secret Agent X-9
- 1937 : Jungle Jim
- 1937 : Wild West Days (en)
- 1937 : Radio Patrol

### Comme assistant-réalisateur
- 1914 : In the Sage Brush Country
- 1914 : Rio Jim, le fléau du désert (Two-Gun Hicks)